# 厚東村
厚東村（ことうそん）は、かつて山口県厚狭郡の東部に存在した村。文字通りの地名ということがわかる。なお、旧厚狭郡には厚南村（現在の宇部市厚南区）・厚西村（旧厚狭町→山陽町→現・山陽小野田市の一部）も存在した。
1954年（昭和29年）10月1日に宇部市との編入合併で消滅した。現在は宇部市北東部の一地域（厚東区）となっている。

## 地理
厚狭郡の東に位置し、山陽道（西国街道）沿いに田園が広がる。海岸線より離れており、内陸性気候である。

## 歴史
- 1889年（明治22年）4月1日 - 町村制の施行により、広瀬村・棚井村・末信村・吉見村の区域をもって発足した。
- 1954年（昭和29年）10月1日 - 宇部市に編入。同日厚東村廃止。

## 経済

### 産業
農業
『大日本篤農家名鑑』によれば、厚東村の篤農家は「末富精一、伊藤市右衛門、松富勝次郎、岡田亀一、平中剛介、上原常太郎、小林勇八」などがいた。

## 出身人物
- 中原謙助（医師、政治家） - 詩人中原中也の父。
- 藤井啓一（弁護士、衆議院議員） - 公安調査庁初代長官藤井五一郎の父。